# Roger Miller
Roger Dean Miller (2. januar 1936 – 25. oktober 1992) var en amerikansk country-singer/songwriter.
Hans sang "Whistle Stop" blev brugt i Disneyfilmen Robin Hood fra 1973, og samplet til sangen "The Hampsterdance Song" fra 2000.

## Diskografi
- Walkin' in the sunshine (1967)
- Supersongs (1974)
- Off the wall (1977)
- Win instantly (1988)